# Zio Paperone e l'ultimo Balabù
Zio Paperone e l'ultimo balabù è una storia a fumetti con personaggi della Disney, scritta e disegnata da Romano Scarpa, pubblicata per la prima volta nel 1960 su Topolino n. 243. Vi esordì il personaggio di Brigitta McBridge, destinato a divenire uno ricorrente.

## Trama
Nella storia, in cui compare per la prima volta Brigitta, la papera innamorata senza speranza di Zio Paperone, il papero più ricco del mondo le promette in regalo, nel tentativo di togliersela di torno, un cappello di pelliccia di balabù (primo nome che la sua fantasia gli ha suggerito), non sapendo, o meglio non ricordando, che si tratta di un rarissimo animale realmente esistente, di cui rimane un unico ultimo esemplare. È costretto perciò ad onorare il suo impegno e a partire con i nipoti per cercarlo. Quando l'avrà trovato e portato a Paperopoli dal pellicciaio, tutta la famiglia papera si sarà innamorata di lui e in extremis lo salverà dallo scuoiamento.
Solo allora Paperone verrà informato da Brigitta che le aveva già regalato un cappello di pelliccia di balabù molti anni prima, nella speranza di togliersela di torno. Il balabù diverrà l'animale da compagnia di Brigitta.

## Storia editoriale
La storia è stata ristampata diverse volte, e nel corso degli anni sono state apportate alcune modifiche ai dialoghi.